# 黑亞當
黑亞當（英語：Black Adam）是DC漫畫旗下的一名虛構超級反派和反英雄，由奧托·班德和C·C·貝克創作。黑亞當為沙贊的最大對手，首次登場於福西特漫畫的《驚奇家族》#1（1945年12月），並和福西特漫畫的角色們歸屬於DC漫畫之後，於1970年代起成為了一名時常在以沙贊為主角的作品登場的角色。
黑亞當是一名腐敗的古埃及王子，同時也是“沙贊”的稱號的前任繼承者，並一直至現代與超級英雄和驚奇家族的成員們對立。但在21世紀之後，黑亞當開始被DC漫畫的三位作家傑瑞·歐德韋、傑夫·強斯和大衛·S·高耶重新定義成一名腐敗的反英雄角色並試圖洗刷自己的罪名。黑亞當在《美國正義協會》、《反派聯合》、《無限危機》及《52》等漫畫系列中的表現而提升了知名度和在DC宇宙中的地位。
2009年，黑亞當被IGN評為史上最偉大的漫畫書反派中的第16名。

## 其他媒體

### 電視
- 《The Kid Super Power Hour with Shazam!（英语：The Kid Super Power Hour with Shazam!）》：由盧·舒默（英语：Lou Scheimer）配音。
- 《無限正義聯盟》：僅提及提斯-亞當一名。
- 《蝙蝠俠智勇悍將》：由約翰·迪·馬吉歐配音。
- 《超人前傳》：僅在「Isis」一集中提及，在博物館的名牌上寫著「提斯-亞當的匕首」。
- 《少年正義聯盟》：未有台詞，不義聯盟（英语：Injustice League）的成員。
- 《正義聯盟：即刻行動（英语：Justice League Action）》：由蓋瑞·科爾配音。

### 電影
- 《超人與沙贊：黑亞當歸來（英语：Superman/Shazam!: The Return of Black Adam）》：由阿諾·凡斯洛配音[5][6]。
- 《DC超級寵物軍團》：2022年動畫電影，黑亞當在片尾片段登場，由巨石強森配音，同時強森在同年上映的真人電影中首次演出黑亞當。此外，強森在本片中亦為黑亞當的寵物狗阿努比斯及超人的寵物狗氪普托配音。
- DC擴展宇宙：由巨石強森飾演。
  - 《沙贊！》（2019年）：以全息圖像的形式現身
  - 《黑亞當》（2022年）：正式登場

### 電子遊戲
- 樂高版：由弗瑞德·塔塔薛瑞（英语：Fred Tatasciore）配音。
  - 《樂高蝙蝠俠2：DC超級英雄》：在遊戲中是一名可解鎖的可玩角色和小BOSS。
  - 《樂高蝙蝠俠3：飛越高譚市》：在遊戲中是一名可玩角色。
  - 《樂高DC超級反派（英语：Lego DC Super-Villains）》：主要角色之一。
- 超級英雄：武力對決系列：由喬伊·納伯（Joey Naber）配音[7]。
  - 《超級英雄：武力對決》：可玩角色。
  - 《超級英雄：武力對決2》：可玩角色。

## 外部連結
- DCDP: Black Adam - DC Database Project
- Marvel Family Web entry on Black Adam
- Cosmic Teams entry on Black Adam（页面存档备份，存于）
- Black Adam's secret origin on dccomics.com（页面存档备份，存于）
- Earth-S Marvel Family Index